# Svend Rindom
Svend Rindom (30 de junio de 1884 – 11 de diciembre de 1960) fue un guionista, actor y escritor danés. 

## Biografía
Nacido en Copenhague, Dinamarca, colaboró en el guion de 36 producciones cinematográficas entre 1911 y 1950, actuando en unos 12 filmes desde 1912 a 1943.
Estuvo casado con la actriz Ellen Diedrich y con Hertha Christophersen, siendo su hija la también actriz Jessie Rindom. 
Fallecido en Copenhague en 1960, Rindom fue enterrado en Cementerio Assistens de dicha ciudad.

## Selección de su filmografía
- 5 raske piger (1933)
- Life on the Hegn Farm (1938)
- Familien Olsen (1940)
- Tyrannens fald (1942)
- Affæren Birte (1945)
- De kloge og vi gale (1945)
- Det gælder os alle (1949)
- Mosekongen (1950)